# Morti nell'849
| Questa pagina contiene informazioni ricavate automaticamente dalle voci biografiche con l'ausilio del template Bio e di un bot. L'aggiornamento è periodico e automatico e ricostruisce completamente la pagina. Se manca una persona in questa lista, sei pregato di non aggiungerla, ma accertati piuttosto che la sua voce biografica contenga il template Bio e che i dati anagrafici siano correttamente compilati. Se il template Bio manca, inseriscilo tu stesso o, in alternativa, metti l'avviso {{tmp\|Bio}} che ne segnala la mancanza. Se i dati riportati sono sbagliati, correggi direttamente la voce biografica; le modifiche saranno visibili in questa lista entro pochi giorni. Per chiarimenti vedi il progetto biografie. La lista contiene solo le 9 persone che sono citate nell'enciclopedia e per le quali è stato implementato correttamente il template Bio. Pagina aggiornata al 2 mag 2025. |

- 15 gennaio - Teofilatto, nobile bizantino
- 2 novembre - Giuseppe I di Alessandria, arcivescovo cristiano orientale egiziano (n. 771)
- Dik al-Jinn, poeta arabo (n. 777)
- Ali ibn al-Madini, giurista (n. 778)
- Sunifredo I di Barcellona, conte
- Valafrido Strabone, abate, teologo e poeta franco
- Wigstan, re
- Ibn Abi Shayba, storico e giurista arabo (n. 775)
- Itakh, arabo